# 东莞市
东莞市，簡稱莞，是中华人民共和国广东省下辖地级市，位于广东省中南部，是粵港澳大灣區的涵蓋城市之一；2020年常住人口突破1000万大关，跻身全国特大城市行列。市境西北邻广州市，东北接惠州市，南接深圳市，西南临珠江口。地处东江下游，珠江三角洲东部冲积平原区与粤中低山丘陵区交接带，南部为罗浮山余脉，地势东南高、西北低。东江沿北边市界往西流至石龙镇分成多支干流及水道注入狮子洋。是中国大陸4个不设区的地级市之一，辖4街道、28镇；市人民政府驻南城街道鸿福路99号。
东莞为“广东四小虎”之一，为珠江三角洲重要的商業、高科技產業、服務業、旅遊業、工業化城市，更是国际加工业的重要一员，有“世界工厂”之稱。是全国外来流动人口占比最高的城市，占常住人口超过八成。

## 历史
- 新石器时代，已有古人类在蚝岗（今南城）生活。
- 夏朝时，东莞属南交地。
- 周朝春秋战国时，东莞属扬州之境，大越之南裔[7]。周显王三十五年（前334年），楚国击败越国，其君长散于江南海上，谓之百越。
- 秦朝（前214年）秦始皇併嶺南，莞邑之地属南海郡。
- 西汉武帝元鼎五年（前112年）平南越，置南海郡，领六县，邑地时属番禺县。
- 东汉顺帝分番禺之地，设增城县，邑地于增城治下。
- 三国东吴甘露元年（265年），始置司盐都尉于东官场，意为“东方盐官”。[8]
- 东晋成帝咸和元年（326年）立东官郡，地处东官场北。咸和六年（331年），邑地立县，因地有宝山，故名宝安，属东官郡。晋安帝隆安元年撤并到义安郡。
- 南朝时期邑地又被数次撤并。南梁天监六年（507年），东官郡改为东莞郡。南陈祯明二年（588年），复改东莞郡为东官郡。
- 隋朝开皇九年（589年），废东官郡，以宝安县属广州。
- 唐朝至德二年（757年）更名东莞，县治置于涌（今莞城），第一次修築东莞古城。[9][10][11]
- 南宋绍兴二十二年（1152年）分东莞的香山镇立香山县（今中山市地）。
- 明朝万历元年（1573年）以东莞守御千户所编户五十六里立新安县（今深圳市地）。
- 清朝（1839年），林则徐在东莞虎门销烟，引发鸦片战争。
- 中華民國時期， 東莞縣先後隸屬廣東省的粵海道、中區綏靖委員公署、第一行政督察區和第四行政區。
- 抗日战争期間，东莞在1938年10月的惠廣戰役被日軍攻佔。大岭山是东江纵队的基地之一。
- 中华人民共和国成立（1949年）后，东莞属东江行政区管辖。1950年属珠江专区，1952年属粤中行政区，1956年属惠阳专区，1958年11月，东莞县短期隶属广州市，1959年1月，划归佛山专区，1963年6月，复属惠阳专区。1985年9月，经国务院批准，撤销东莞县，设立东莞市（县级），属惠阳地区管辖。1988年1月7日，国务院批准东莞市由县级市升格为地级市，直属广东省管辖。[12]

## 名称由来
关于东莞的“莞”字的起源有二说：
其一为“筦”（竹字头），来自前述故东官盐场；按《宋史》、《元史》、《地理志》，“筦”字从竹头，当是取“筦盐铁”之筦，“筦”通“管”。从草头的“莞”字不知何始，或爲民間訛寫。筦，古緩切，的確讀如“管”。此說較可信。
其二为“莞”（草字头）来自当地用于结席的咸碱地蒲草。卢祥《东莞旧县志》残卷：“莞，草名。邑莞草可以为席，故取此。”。“莞”有古丸、古玩、胡官諸切，都不該讀如“管”。

## 地理
东莞市位于广东省南部，珠江口东岸，珠江三角洲东江中下游。地理坐标为东经113°31′-114°15′，北纬22°39′-23°09′。最东端是谢岗镇的银瓶嘴山，最南端是凤岗镇雁田村的雁田水库，最西端是沙田镇西大坦村的狮子洋中心航线，最北端是中堂镇潢涌村大坦小组的东江北支流中心航线。东西长约70.45公里，南北宽约46.8公里。
东莞市东接惠州市惠城区、惠阳区，南抵深圳市龙岗区、宝安区，西挨广州市南沙区、番禺区、黄埔区，北达广州市增城区、惠州市博罗县；四周共与穗、深、惠的9个县级行政区接壤。
东莞市海域面积为97平方公里，主要分布在狮子洋和伶仃洋；2019年，全市海域面积82.57平方公里。大陆海岸线长97.2公里，属南亚热带浅海区，长安、虎门、沙田、厚街、麻涌、洪梅和道滘等7个镇拥有海岸线。全市拥有威远岛、泥洲岛、木棉山岛、涌口沙、虾缯排5个海岛，海岛岸线长34.58公里，海岛面积24.13平方公里。

### 气候
东莞地处北回归线以南。属亚热带海洋性气候，气候温和、多雨，光热充足、夏季长。全年平均气温23.3 ℃，平均降水量2,042.6毫米。
| 东莞市气象数据（1981年至2010年） | 东莞市气象数据（1981年至2010年） | 东莞市气象数据（1981年至2010年） | 东莞市气象数据（1981年至2010年） | 东莞市气象数据（1981年至2010年） | 东莞市气象数据（1981年至2010年） | 东莞市气象数据（1981年至2010年） | 东莞市气象数据（1981年至2010年） | 东莞市气象数据（1981年至2010年） | 东莞市气象数据（1981年至2010年） | 东莞市气象数据（1981年至2010年） | 东莞市气象数据（1981年至2010年） | 东莞市气象数据（1981年至2010年） | 东莞市气象数据（1981年至2010年） |
| 月份                             | 1月                              | 2月                              | 3月                              | 4月                              | 5月                              | 6月                              | 7月                              | 8月                              | 9月                              | 10月                             | 11月                             | 12月                             | 全年                             |
| -------------------------------- | -------------------------------- | -------------------------------- | -------------------------------- | -------------------------------- | -------------------------------- | -------------------------------- | -------------------------------- | -------------------------------- | -------------------------------- | -------------------------------- | -------------------------------- | -------------------------------- | -------------------------------- |
| 历史最高温 °C（°F）              | 28.0 (82.4)                      | 29.4 (84.9)                      | 32.7 (90.9)                      | 34.0 (93.2)                      | 35.4 (95.7)                      | 37.0 (98.6)                      | 38.2 (100.8)                     | 37.8 (100.0)                     | 37.2 (99.0)                      | 34.4 (93.9)                      | 33.6 (92.5)                      | 30.0 (86.0)                      | 38.2 (100.8)                     |
| 平均高温 °C（°F）                | 19.2 (66.6)                      | 19.4 (66.9)                      | 22.5 (72.5)                      | 26.2 (79.2)                      | 29.8 (85.6)                      | 31.8 (89.2)                      | 32.9 (91.2)                      | 33.0 (91.4)                      | 31.7 (89.1)                      | 29.4 (84.9)                      | 25.3 (77.5)                      | 21.1 (70.0)                      | 26.9 (80.3)                      |
| 日均气温 °C（°F）                | 14.8 (58.6)                      | 15.5 (59.9)                      | 18.7 (65.7)                      | 22.6 (72.7)                      | 26.0 (78.8)                      | 27.9 (82.2)                      | 28.7 (83.7)                      | 28.7 (83.7)                      | 27.5 (81.5)                      | 25.0 (77.0)                      | 20.6 (69.1)                      | 16.4 (61.5)                      | 22.7 (72.9)                      |
| 平均低温 °C（°F）                | 11.7 (53.1)                      | 12.9 (55.2)                      | 16.0 (60.8)                      | 20.0 (68.0)                      | 23.2 (73.8)                      | 25.3 (77.5)                      | 25.9 (78.6)                      | 25.9 (78.6)                      | 24.6 (76.3)                      | 21.8 (71.2)                      | 17.3 (63.1)                      | 13.1 (55.6)                      | 19.8 (67.7)                      |
| 历史最低温 °C（°F）              | 3.0 (37.4)                       | 3.1 (37.6)                       | 3.0 (37.4)                       | 9.7 (49.5)                       | 15.4 (59.7)                      | 18.3 (64.9)                      | 21.3 (70.3)                      | 22.2 (72.0)                      | 16.8 (62.2)                      | 12.3 (54.1)                      | 5.8 (42.4)                       | 1.2 (34.2)                       | 1.2 (34.2)                       |
| 平均降水量 mm（）                | 39.4 (1.55)                      | 65.2 (2.57)                      | 94.2 (3.71)                      | 196.7 (7.74)                     | 265.8 (10.46)                    | 313.9 (12.36)                    | 236.9 (9.33)                     | 268.3 (10.56)                    | 185.5 (7.30)                     | 55.1 (2.17)                      | 35.7 (1.41)                      | 30.0 (1.18)                      | 1,786.7 (70.34)                  |
| 平均相對濕度（％）               | 71                               | 76                               | 79                               | 82                               | 81                               | 82                               | 81                               | 80                               | 76                               | 70                               | 66                               | 67                               | 76                               |
| 来源：中国气象数据服务中心       |                                  |                                  |                                  |                                  |                                  |                                  |                                  |                                  |                                  |                                  |                                  |                                  |                                  |

## 政治

### 现任领导
| 机构     | · 中国共产党 · 东莞市委员会 | 东莞市人民代表大会 常务委员会 | 东莞市人民政府    | · 中国人民政治协商会议 · 东莞市委员会 |
| 职务     | 书记                        | 主任                          | 市长              | 主席                                  |
| -------- | --------------------------- | ----------------------------- | ----------------- | ------------------------------------- |
| 姓名     | 韦皓                        | 骆招群                        | 吕成蹊            | 郑建民                                |
| 民族     | 汉族                        | 汉族                          | 汉族              | 汉族                                  |
| 籍贯     |                             | 广东省龙川县                  | 陕西省岐山县      | 广东省惠来县                          |
| 出生日期 | 1971年10月（53歲）          | 1965年10月（59歲）            | 1969年9月（55歲） | 1966年5月（59歲）                     |
| 就任日期 | 2024年10月                  | 2021年7月                     | 2021年6月         | 2023年2月                             |

### 历任领导
| 市委书记 - 欧阳德（1988年2月－1994年4月） - 李近维（1994年4月－2001年4月） - 佟星（2001年4月－2006年2月） - 刘志庚（2006年5月－2011年11月） - 徐建华（2011年12月－2016年4月） - 吕业升（2016年4月－2018年3月） - 梁维东（2018年3月－2021年5月） - 肖亚非（2021年5月－2024年10月） - 韦皓（2024年10月－） | 市长 - 郑锦滔（1988年2月－1990年12月） - 叶耀（1990年12月－1994年9月） - 李近维（1994年9月－1997年1月） - 佟星（1997年1月－2001年4月） - 黎桂康（2001年4月－2003年12月） - 刘志庚（2004年3月－2006年4月） - 李毓全（2006年4月－2011年10月） - 袁宝成（2011年10月－2016年3月） - 梁维东（2016年4月－2018年3月） - 肖亚非（2018年3月－2021年6月） - 吕成蹊（2021年6月－） |

### 行政区划
东莞市的行政区划是市、镇两级建制，是全国四個不设县级编制之地级市之一。
市政府直辖4街道、28镇、2园区。主城区：莞城街道、东城街道、南城街道、万江街道，市政府驻地：南城街道。
| 东莞市行政区划图 | 东莞市行政区划图 | 东莞市行政区划图 | 东莞市行政区划图           | 东莞市行政区划图 | 东莞市行政区划图 | 东莞市行政区划图 |
| ---------------- | ---------------- | ---------------- | -------------------------- | ---------------- | ---------------- | ---------------- |
|                  |                  |                  |                            |                  |                  |                  |
| 编号             | 区划代码         | 名称             | 常住人口 （2020年11月1日） | 面积             | 人口密度         |                  |
|                  | 441900           | 东莞市           | 10,466,625                 | 2,460            | 4,254.72         |                  |
| 城区片区         | 城区片区         | 城区片区         | 1,970,417                  | 299              | 6,590.02         |                  |
| 1                | 441900006        | 莞城街道         | 173,957                    | 13.5             | 12,885.70        |                  |
| 2                | 441900003        | 东城街道         | 597,192                    | 110.0            | 5,429.02         |                  |
| 3                | 441900004        | 南城街道         | 418,288                    | 59.0             | 7,089.63         |                  |
| 4                | 441900005        | 万江街道         | 328,856                    | 50.5             | 6,512            |                  |
| 5                | 441900006        | 高埗镇           | 169,923                    | 30.0             | 5,664.1          |                  |
| 32               | 441900101        | 石碣镇           | 282,255                    | 36.0             | 7,840.41         |                  |
| 松山湖功能区     | 松山湖功能区     | 松山湖功能区     | 2,792,154                  | 562.3            | 4,965.59         |                  |
|                  | 441900401        | 松山湖产业园     | 120,765                    | 72.0             | 1,677.29         |                  |
| 15               | 441900118        | 大岭山镇         | 366,101                    | 110.0            | /                |                  |
| 16               | 441900113        | 大朗镇           | 556,778                    | 118.0            | /                |                  |
| 25               | 441900105        | 企石镇           | 169,396                    | 51.0             | 3,321.49         |                  |
| 26               | 441900106        | 横沥镇           | 278,858                    | 50.0             | 5,577.16         |                  |
| 27               | 441900109        | 东坑镇           | 187,877                    | 27.5             | 6,831.89         |                  |
| 28               | 441900110        | 寮步镇           | 513,090                    | 87.5             | /                |                  |
| 29               | 441900103        | 茶山镇           | 219,333                    | 51.0             | 4,300.64         |                  |
| 30               | 441900104        | 石排镇           | 235,194                    | 56.0             | 4,199.89         |                  |
| 31               | 441900102        | 石龙镇           | 144,762                    | 11.3             | 12,810.79        |                  |
| 水乡功能区       | 水乡功能区       | 水乡功能区       | 625,768                    | 228.5            | 2,738.59         |                  |
| 6                | 441900128        | 中堂镇           | 196,890                    | 60.0             | 3,281.5          |                  |
| 7                | 441900126        | 麻涌镇           | 182,416                    | 74.0             | 2,465.08         |                  |
| 8                | 441900127        | 望牛墩镇         | 86,960                     | 31.5             | 2,760.63         |                  |
| 9                | 441900124        | 道滘镇           | 159,502                    | 63.0             | 2531.78          |                  |
| 10               | 441900125        | 洪梅镇           | 65,325                     | 33.0             | 1,979.54         |                  |
| 滨海湾片区       | 滨海湾片区       | 滨海湾片区       | 2,406,517                  | 509.3            | 4,725.14         |                  |
|                  | 441900404        | 滨海湾新区       |                            |                  |                  |                  |
| 11               | 441900123        | 沙田镇           | 210,175                    | 107.0            | 1,964.25         |                  |
| 12               | 441900122        | 厚街镇           | 550,807                    | 126.0            | 4,371.48         |                  |
| 13               | 441900121        | 虎门镇           | 838,144                    | 178.5            | 4,695.48         |                  |
| 14               | 441900119        | 长安镇           | 807,391                    | 97.8             | 8,255.53         |                  |
| 东部产业园片区   | 东部产业园片区   | 东部产业园片区   | 1,041,766                  | 365              | 2,854.15         |                  |
| 17               | 441900114        | 黄江镇           | 283,426                    | 98.0             | 2,892.10         |                  |
| 22               | 441900108        | 谢岗镇           | 106,152                    | 103.0            | 1030.60          |                  |
| 23               | 441900110        | 常平镇           | 444,894                    | 108.0            | 4119.39          |                  |
| 24               | 441900107        | 桥头镇           | 207,294                    | 56.0             | 3,701.68         |                  |
| 东南临深片区     | 东南临深片区     | 东南临深片区     | 1,564,624                  | 471.5            | 3,318.39         |                  |
| 18               | 441900116        | 塘厦镇           | 629,016                    | 128.0            | 4,914.19         |                  |
| 19               | 441900117        | 凤岗镇           | 417,430                    | 82.5             | 5,059.75         |                  |
| 20               | 441900115        | 清溪镇           | 344,303                    | 143.0            | 2,407.71         |                  |
| 21               | 441900112        | 樟木头镇         | 173,875                    | 118.8            | 1,463.59         |                  |

（注：其中之“片区/功能区”仅为官方统筹划分，非行政区划）。
1. ↑  园区位于大朗、大岭山和寮步三镇之内。
2. ↑  不包括松山湖园区大岭山镇地域内的常住人口。
3. ↑  包括松山湖园区大岭山镇地域内的面积。
4. ↑  不包括松山湖园区大朗镇地域内的常住人口。
5. ↑  包括松山湖园区大朗镇地域内的面积。
6. ↑  不包括松山湖园区寮步镇地域内的常住人口。
7. ↑  包括松山湖园区寮步镇地域内的面积。

## 社会

### 人口
中华人民共和国成立初期，东莞全市户籍人口为68.24万，1978年，东莞全市户籍人口为111.23万，改革开放之后，大批外来人口涌入东莞，人口规模成倍增长，1990年，全市常住人口为175.62万，2000年增至644.84万，2010年增至822.48万。2020年，东莞常住人口首次突破一千万大关，成为继广州、深圳后，广东省第三个常住人口1000万以上的人口大市，跻身全国特大城市行列，其中城镇化率超过九成，位居全国前列。东莞是全国流动人口占比最高的城市，外来人口占全市常住人口的比例超过八成。虎门镇、长安镇为全市人口最多的两个镇（街道）。

### 宗教
多种文化在东莞融合，佛、道、伊斯兰教、基督、天主五教并存。

### 民族
2019年，东莞常住人口中有55个少数民族，人口50万，其中户籍人口3.3万，有44个少数民族，占少数民族的6.6％，常住少数民族人数最多的是壮族，约18万人；其次是苗族，约7万人；再次是瑶族、土家族、彝族、侗族、布依族，人口都在万人以上。
少数民族分布在全市33个镇街，以外来务工人员为主，人口流动性大；其中塘厦镇少数民族最多，有4万多人；其次是长安镇，有3万多人；凤岗镇，虎门镇，寮步镇人数均超过2万人。
少数民族主要来自广西，占比45.3％；其次是贵州，占比18.7％，湖南和云南位列第三第四，分别为14％和8％；其余省市共占14％。

### 姓氏
2007年3月，东莞户籍人口1691167人；根据统计，东莞户籍人口共使用812个姓氏，其中复姓8个，万人以上的姓氏35个，千人到万人的姓氏71个，百人到千人的姓氏87个，十人到百人的姓氏161个，十人以下的姓氏454个，其中一人的姓氏205个。
东莞户籍人口最多的十大姓氏依次是陈、黄、李、叶、刘、张、梁、袁、王、何。
| 排名       | 1      | 2      | 3      | 4     | 5     | 6     | 7     | 8     | 9     | 10    |
| 姓氏       | 陈     | 黄     | 李     | 叶    | 刘    | 张    | 梁    | 袁    | 王    | 何    |
| 人数       | 159561 | 109604 | 104573 | 91222 | 82423 | 65264 | 58065 | 52960 | 48766 | 41968 |
| 比例（%）  | 9.43   | 6.48   | 6.18   | 5.39  | 4.87  | 3.85  | 3.43  | 3.13  | 2.88  | 2.48  |
| 全国前十大 | 王     | 李     | 张     | 刘    | 陈    | 杨    | 黄    | 赵    | 吴    | 周    |
| 广东前十大 | 陈     | 黄     | 李     | 张    | 林    | 刘    | 梁    | 吴    | 杨    | 王    |

## 经济

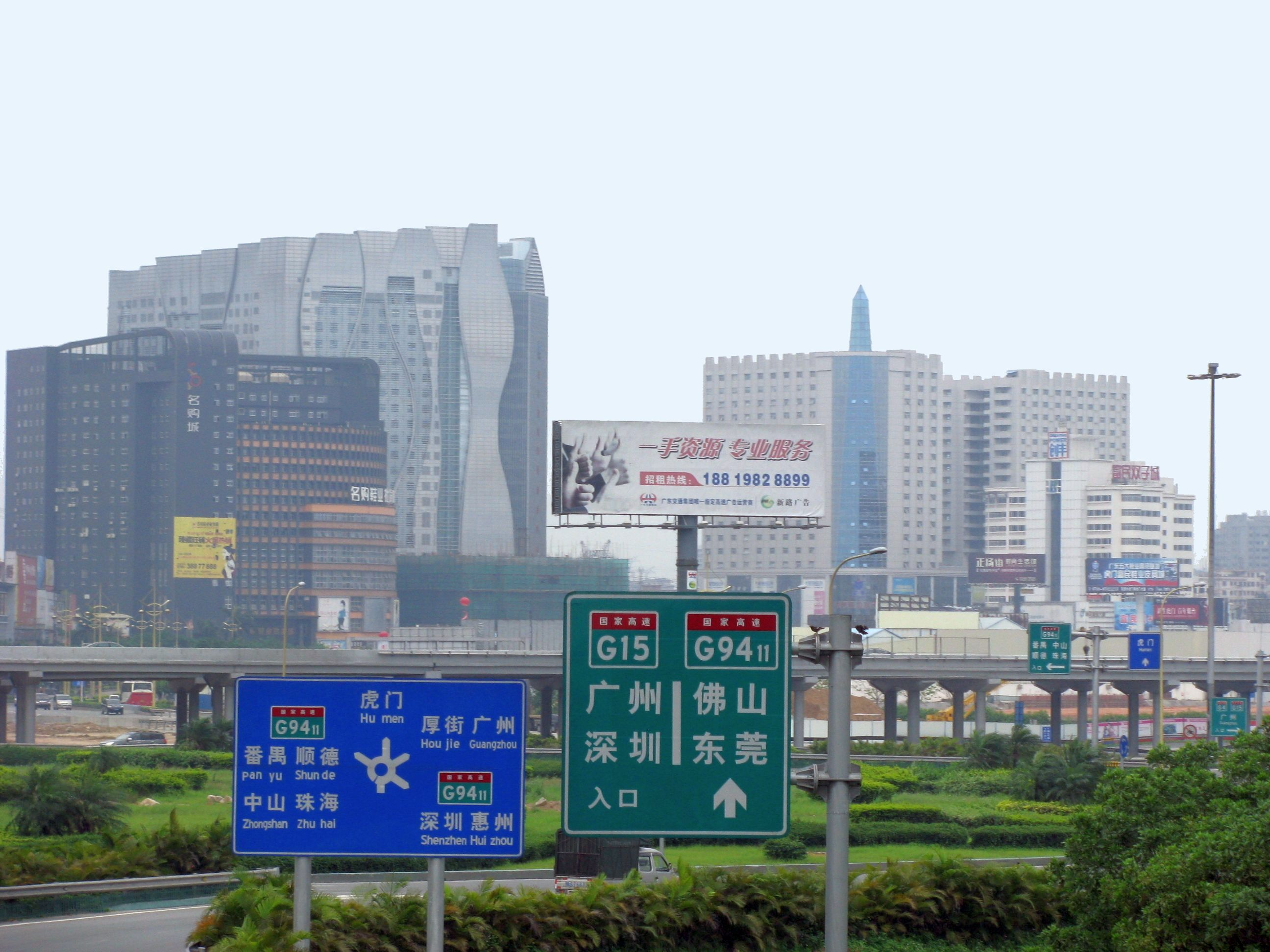
虎门镇

东莞原为传统的农业县，改革开放以来，东莞依靠毗邻香港的地理优势，基于“三来一补”大量承接劳动密集型加工制造企业，发展外向型经济，与香港形成“前店后厂”的关系，迅速实现工业化。1990年代中期，台湾电子信息产业大举进驻东莞，推动东莞向高技术产业转型，获得“世界工厂”的称号。2008年，东莞受世界金融危机冲击，经济增速一度放缓，但其后抓住全球智能手机爆发式发展浪潮，成为全国乃至全球的智能手机主要生产基地之一，最高峰时产出全球约四分之一的智能手机。2021年，东莞经济总值首次突破一万亿元人民币。

### 农业
改革开放之前，东莞是全省的粮食和农副产品主产区之一，因河涌众多、土地肥沃。有“鱼米之乡”之称。改革开放后，随着制造业的迅猛发展，农业在全市经济中所占比重不断下降，1970年代曾逾四成，1990年代降至两成以下，2000年代降至5%以下，2020年代已不足1%，除部分蔬菜和少量肉类可以自给，其余的都需要从外地输入。现存的东莞农业以蔬菜、水果、花卉、中草药等为主，特色农产品包括东莞荔枝、麻涌香蕉、虎门白沙油鸭等。

### 工业
东莞是中国乃至全球重要的制造业基地，被称为“世界工厂”“国际制造名城”。东莞的制造业高速发展始于改革开放后，纺织业、食品业、工艺美术品制造业、电力等能源工业、电子信息产业和电气机械及器材制造业先后在东莞工业中占据主导地位。目前，以手机制造为主的电子信息产业是东莞工业的第一大支柱产业，规模达万亿人民币，约占全省的四分之一，拥有华为、OPPO、Vivo三大知名手机厂商，覆盖上下游配套产业链。电气机械及设备制造业是东莞工业第二大支柱产业，已形成数个规模较大的模具、数控机床、工业机器人产业集群。另外，纺织服装、食品饮料、造纸、玩具、家具、化工、包装印刷、黄金珠宝、橡胶业等为东莞的传统优势产业，规模在全省居前。
东莞的镇域经济发达，几乎每个镇都有各自的优势产业，如虎门镇的服装产业、中堂镇的造纸业、石排镇的玩具产业、大朗镇的毛织产业、茶山镇的食品产业、樟木头镇的塑胶产业、横沥镇的模具制造产业、大岭山镇的家具产业、桥头镇的包装产业等。

### 服务业
由于外来人口众多，东莞的出租屋产业比较发达。2004年，为了规范出租屋的管理，东莞政府在各级行政单位成立了“出租屋管理办公室”。
东莞有约40多万台商，第三产业比较发达。东莞的酒店数量在中国大陆地级市中位列第一。东莞素有珠三角“后花园”之称，各类休闲业、如沐足、桑拿等都非常发达，但同时东莞泛滥的色情行业亦发达和有名，“去东莞”、“上东莞”更长年成为邻近地区的香港人“北上寻欢”的代名词，即使色情业被打压后东莞以淫业著名的形象仍然深入民心。东莞广泛接纳来自五湖四海的旅客，其中大部分来自广州、深圳、香港、澳门、台湾等地。东莞以“莞式服务”良好的服务态度和服务质量备受称赞。
在2014年2月，央视新闻频道的《新闻直播间》节目播出该台记者隐蔽拍摄的东莞酒店中的性服务画面，报道了东莞娱乐场所所存在的卖淫嫖娼现象。事件曝光后，东莞市从2014年2月9日下午开始，出动6525名警察对全市所有桑拿场所、沐足以及娱乐场所同时进行检查行动，抓捕了67名犯罪嫌疑人，涉事的派出所所长被停职。这起事件在互联网引发激烈讨论，引起了国际媒体的关注，东莞因此被戏称为“性都”。

### 房地产业
由于靠近深圳，东莞部分市镇，如长安镇、大岭山镇、塘厦镇、凤岗镇、清溪镇、樟木头镇等镇的房价在2010年代以来迅速增长，如靠近宝安区的长安镇和靠近龙岗区的凤岗镇，房价更是增长至一平方米2-4万人民币，这些地区被称为“临深片区”，其业主也大多是在深圳工作的“深圳客”。

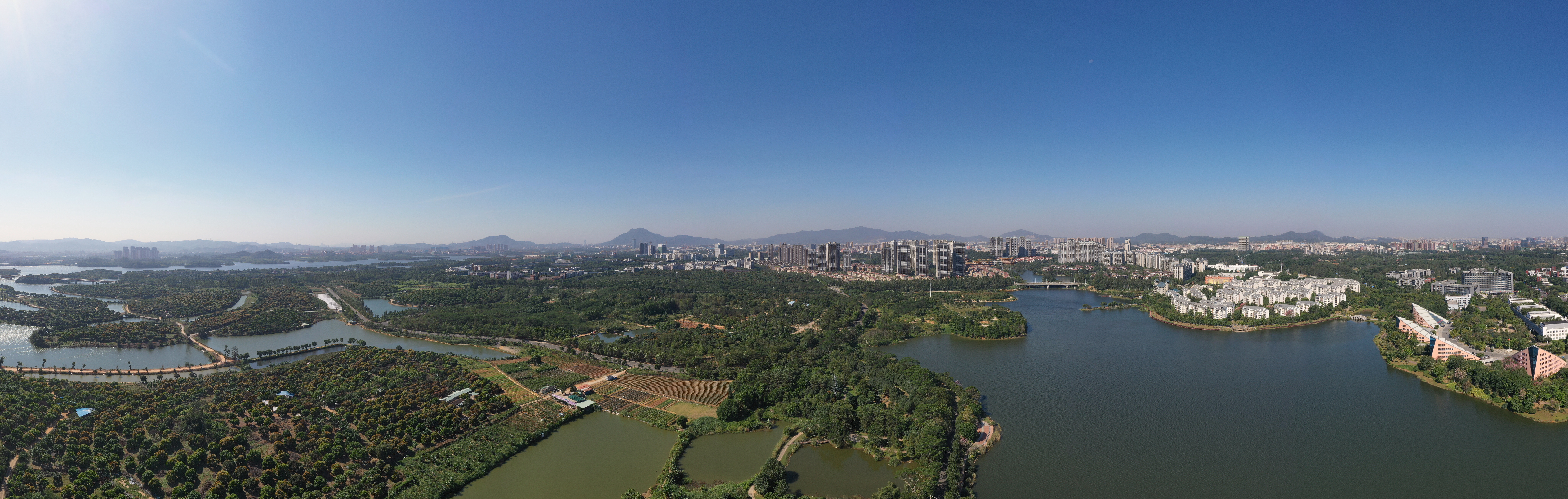
松山湖俯瞰

### 知名企业
步步高电子、OPPO电子、vivo、华为终端、漫步者、徐福记、玖龙纸业、美宜佳、真功夫等。

## 交通

### 公路
中国大陸改革开放之初，尽管东莞的地理位置优越，但是由于基础相对差，公共交通成了制约东莞发展的瓶颈。1980年，东莞市政府决定以莞龙路为试点，把沙土路改造为水泥路，从此揭开了东莞路网的第一个建设高潮。
2002年起，政府斥资在市中心起铺沥青路面，使交通状况得到了进一步的改善。
高埗大桥是全国第一座由农民集资兴建的收费桥梁，于1981年动工兴建，1984年1月竣工通车，总投资220万元，全长169米，为钢筋混凝土双曲拱桥。
东莞亦有許多高速公路或快速路经过，分別有 广深高速公路、 莞深高速公路、 广深沿江高速公路， 龙大高速公路，东莞环城路及广园快速路，位于虎门炮台旁的虎门大桥连接对岸的广州番禺，从此不再需要依赖渡轮。 107国道、 220国道纵贯东莞全市。2019年开通南沙大桥，链接广州番禺区与东莞沙田镇，舒缓虎门大桥塞车压力。南沙大桥为 广龙高速公路的一部分。
2005年末开通 常虎高速公路（2009年更名为虎岗高速公路），东莞东部快速干线，基本完成 东深路和 莞樟路改造，使得东莞市在东西南北及对角方向上都有了贯通的快速道路。
虎岗高速公路西连接广深高速公路虎门五点梅段，另有 虎门港支线一期（原新联支线）自大嶺山互通立交西面的花燈盞水庫分岐向西北連接廣深高速公路新聯互通立交，东延伸至常平东深路段与惠州高速路段（ 潮莞高速公路）连接，途径常平镇、大朗镇、松山湖、大岭山镇、长安镇、虎门镇。

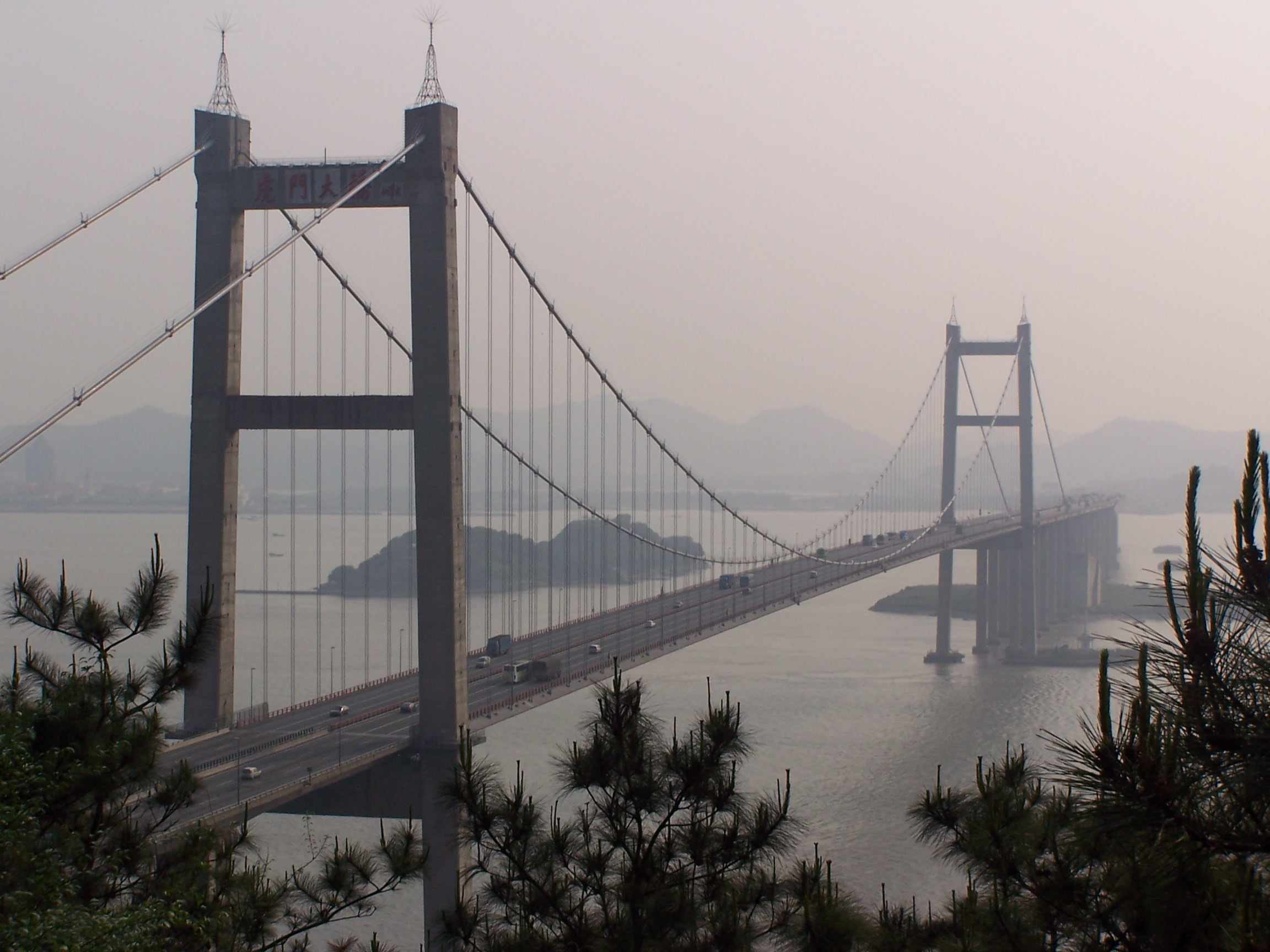
虎门大桥
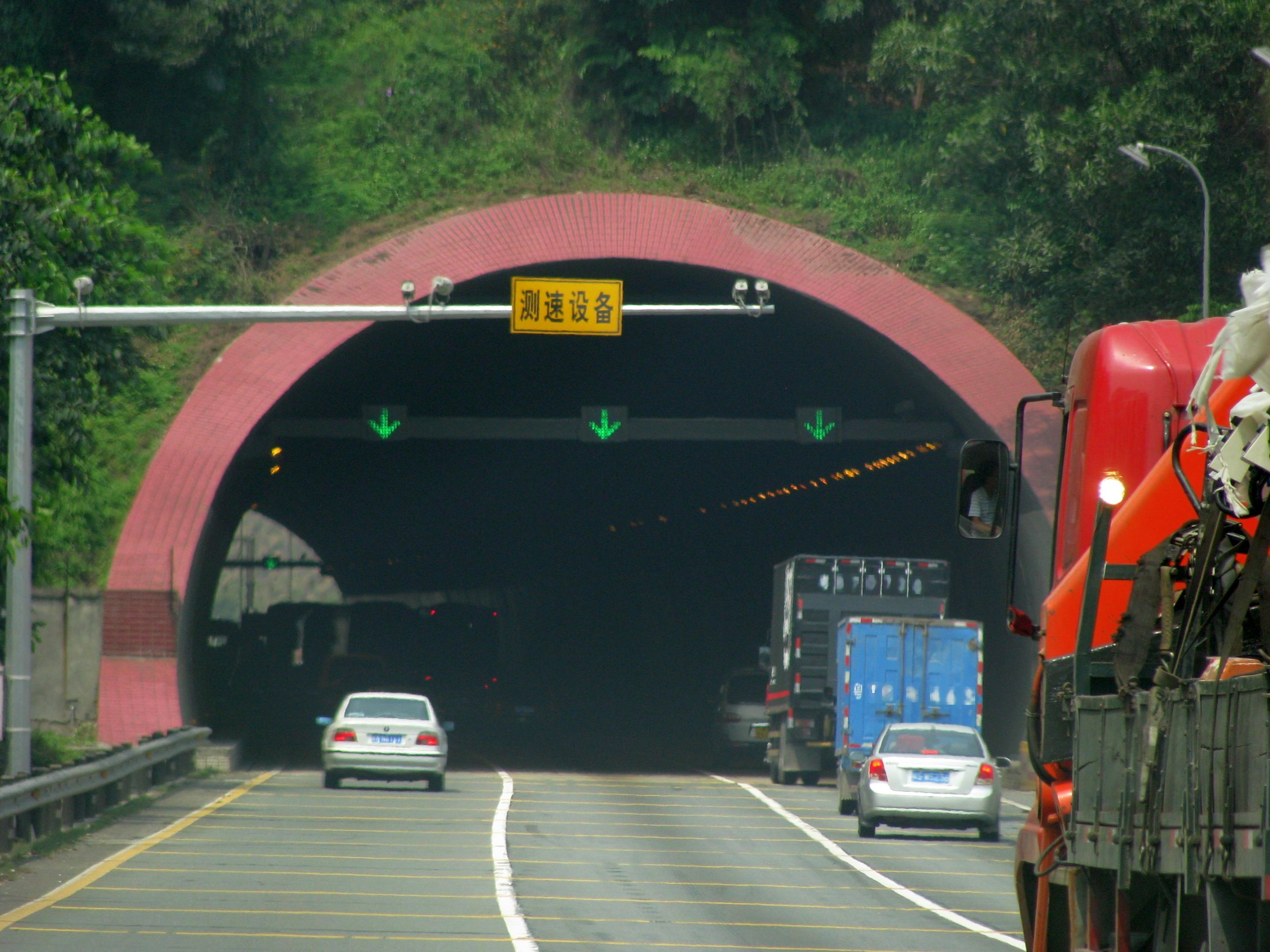
莞佛高速公路虎门段
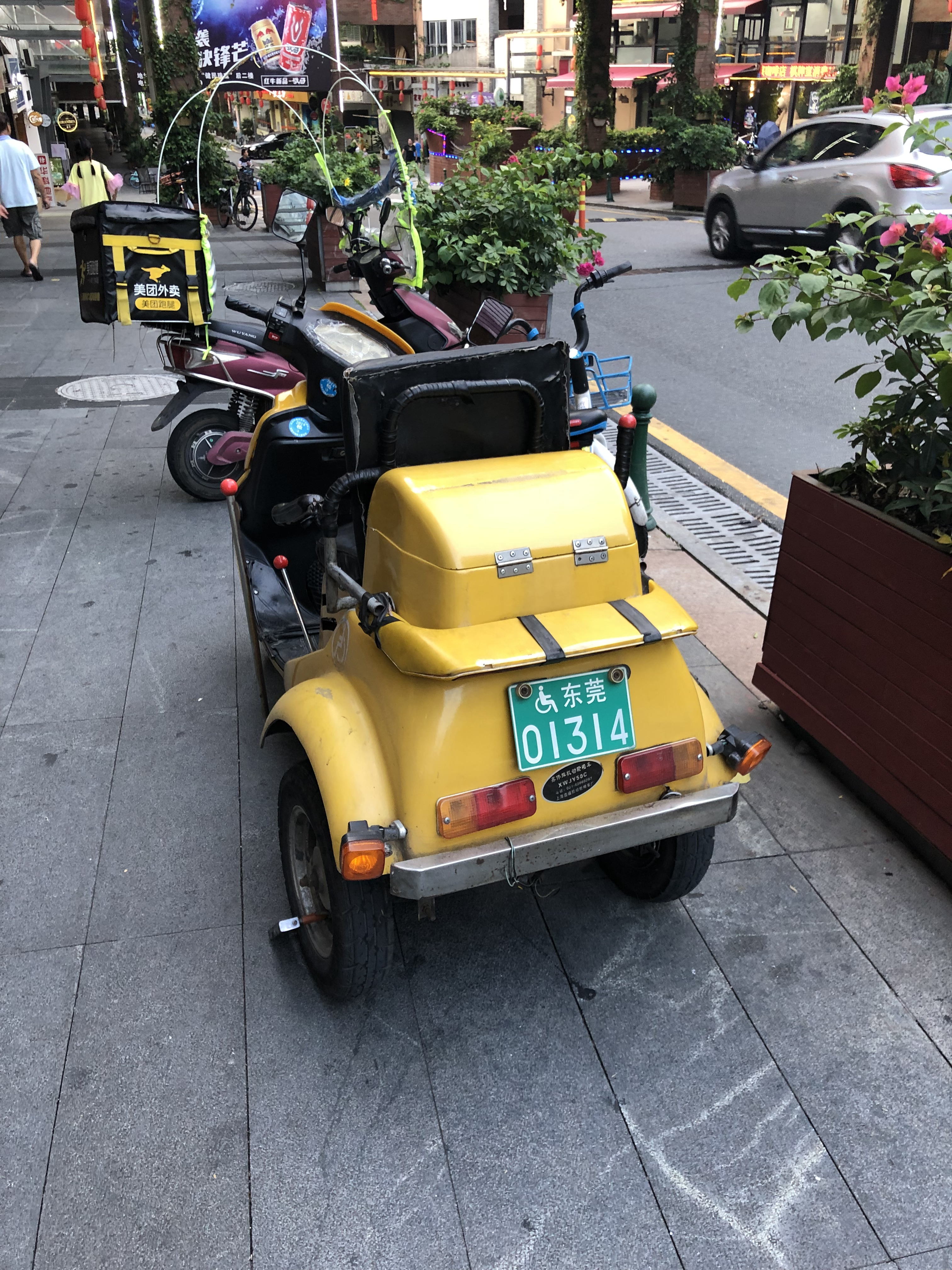
残疾人助力车
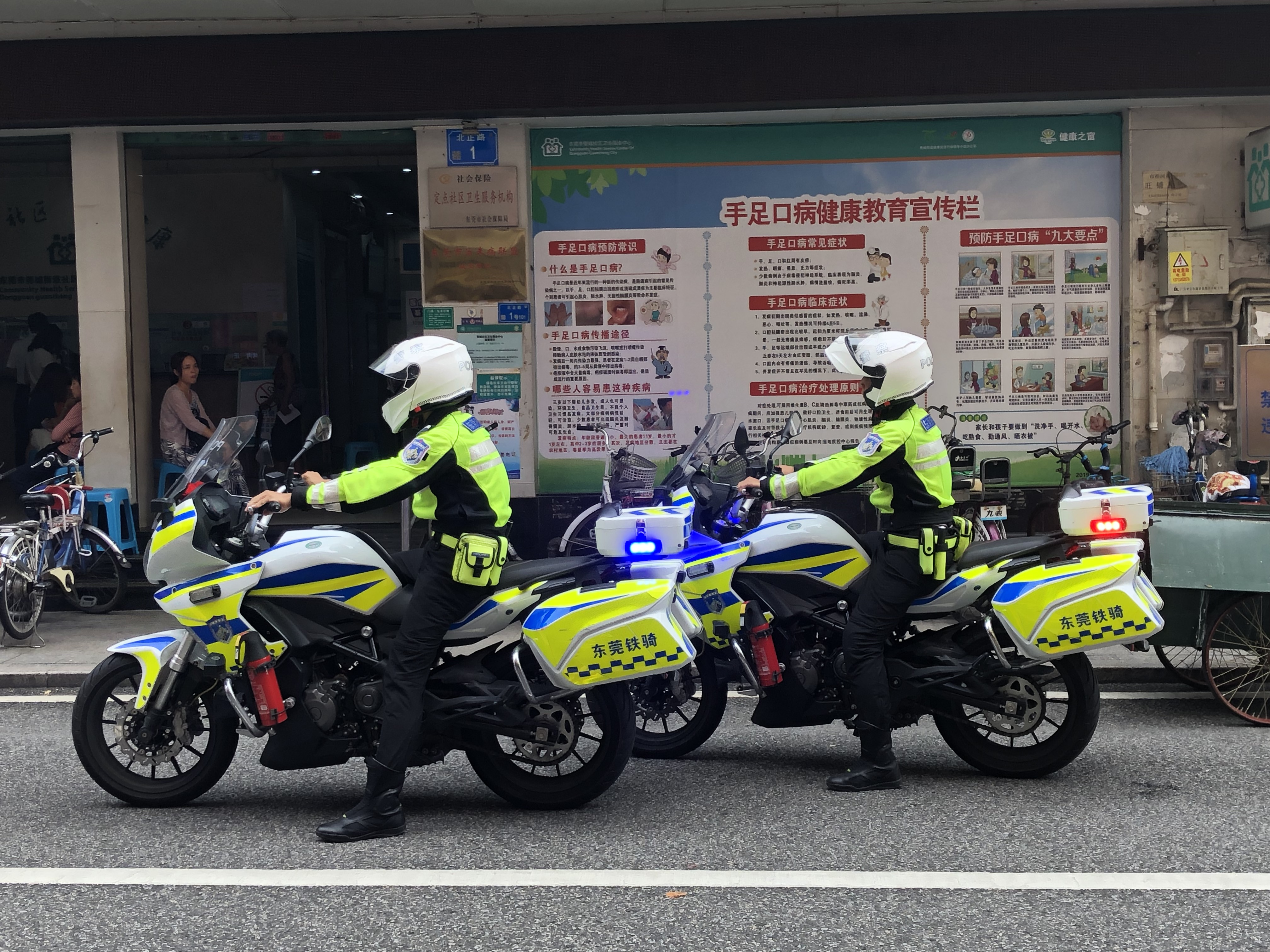
东莞铁骑

### 路面公共交通
经2014年、2019年两轮公交改革，不再实施“市区-跨镇-镇内”三级体系和每个镇均设置公交公司的“一镇一公汽”模式，改为按片区统筹一体化运营。全市分为城区片区、滨海湾片区、松山湖功能区、东部公交运营片区、水乡功能区，分别由东莞城巴、东莞小巴、滨海湾公交、松山湖公交、东莞巴士东部分公司、水乡新城公汽运营。2020年1月1日，全市公交实现100%纯电动。除水乡新城公汽外，其余公司均为东莞巴士分公司或控股子公司，形成了全市公交行业由国有主导、民营参与的良好统一局面。另有佰通运输运营的全省首条公交化客运班线“莞深001线”。
城区设有5座汽车客运站，分别是南城汽车客运站（南城街道）、东莞汽车客运东站（寮步镇）、东莞汽车客运北站（高埗镇）、榴花汽车客运站（东城街道）、东城汽车客运站（东城街道）。此外，基本每个镇都设有汽车客运站。
2019年12月31日，全市所有公共的士经营期满，由交通运输局统一收回，且今后将不再更新投放公的。18家“公的”公司经营权到期后，全市将只有三大集团公司（翔运、华悦、莞通）及市交投集团所属鸿运出租汽车有限公司经营出租汽车。其中市鸿运出租车公司的出租车均为纯电动，是全市首批纯电动出租车。此外，东莞的网约车平台公司现共有14家（已投放车辆5家），持证网约车22756辆（其中纯电动网约车10130辆），持证网约车驾驶员29107名。交通部门以2019年年底“公共的士”到期为契机，将于2020年6月前以500辆出租车运力指标为试点，拟探讨实施“公车公营”经营模式，结合互联网技术创新应用，提高传统行业竞争力和服务水平。

### 铁路
广深铁路主要的大站有東莞站（2014年1月8日启用，原石龙站只保留货运功能）、常平站（命名为东莞站时间为1997年12月23日-2013年6月20日）、樟木头站
京九铁路和广梅汕铁路的大站有东莞东站（原名常平东站；在2016年3月30日，常平东站作为当时开通的广惠城际铁路一期的起到站，被设立在东莞东站常东路对面）
2011年12月，廣深港高速鐵路开通，在东莞市虎门镇白沙村设虎门站。
2016年3月30日，莞惠城际轨道交通第一期开通。其连接东莞东部片区与惠州，是一条连接东莞与惠州之间的城际轨道交通。
列车运行于常平东站和小金口站之间。乘客可在常平东站与京九铁路的东莞东站进行站外换乘。
2017年12月28日，莞惠城际轨道交通全线开通，列车运行范围从常平东站拓展至道滘站；乘客可在西平西站与东莞轨道交通2号线的西平站进行地下换乘。
此外，政府规划在望洪站（现东莞西站）与现已开通的穗深城际铁路及未来开通的广惠城际铁路形成十字交汇。
2019年12月15日，穗深城际铁路开通，该铁路连接深圳宝安，东莞长安，厚街，沙田，望牛墩，中堂，并与广深铁路共线至广州东站，解决了东莞滨海湾片区长期无客运铁路运营的问题。
同日，东莞西站开始运营，乘客可在此站与广惠城际铁路进行换乘。
此外，乘客可在虎门北站与廣深港高速鐵路的虎门站，东莞轨道交通2号线的虎门火车站进行站外换乘。

### 轨道交通
东莞軌道交通（或稱東莞市軌道交通），是東莞市的城市軌道交通系統。根據2006年發表的《東莞市軌道交通建設規劃》，東莞軌道交通將設有4條市域線（R1至R4線）和1條市郊鐵路（廣深市郊鐵路），總長264.2公里。車站方面，各線共設60至87個車站，其中8個為兩線換乘站。東莞軌道交通第一期（R2線）於2016年5月27日通車。屆時每小時客運量將超過50萬人次，2018年每小時客運量將上升至接近100萬人次，2030年將超過300萬人次。
因东莞站的改造及广深港高铁、广惠城际、穗深城际的开通，乘客可在2号线的西平站、虎门火车站和东莞火车站与上述线路进行站外转乘，
乘坐国铁前往东莞松山湖片区、东部片区和滨海湾新区的镇区及广州、深圳、惠州甚至其他城市。

### 航空
东莞境內沒有機場，主要使用鄰近的广州白云国际机场与深圳宝安国际机场。根据远期规划，将完善以广州白云国际机场为国际复合型门户枢纽机场，深圳宝安国际机场及粤西国际机场为区域性枢纽机场，其他支线机场为补充的全省民用机场布局。到2015年末，广东民用机场之间协同作用将进一步增强，年旅客吞吐能力将达到约一亿人次。

### 船运

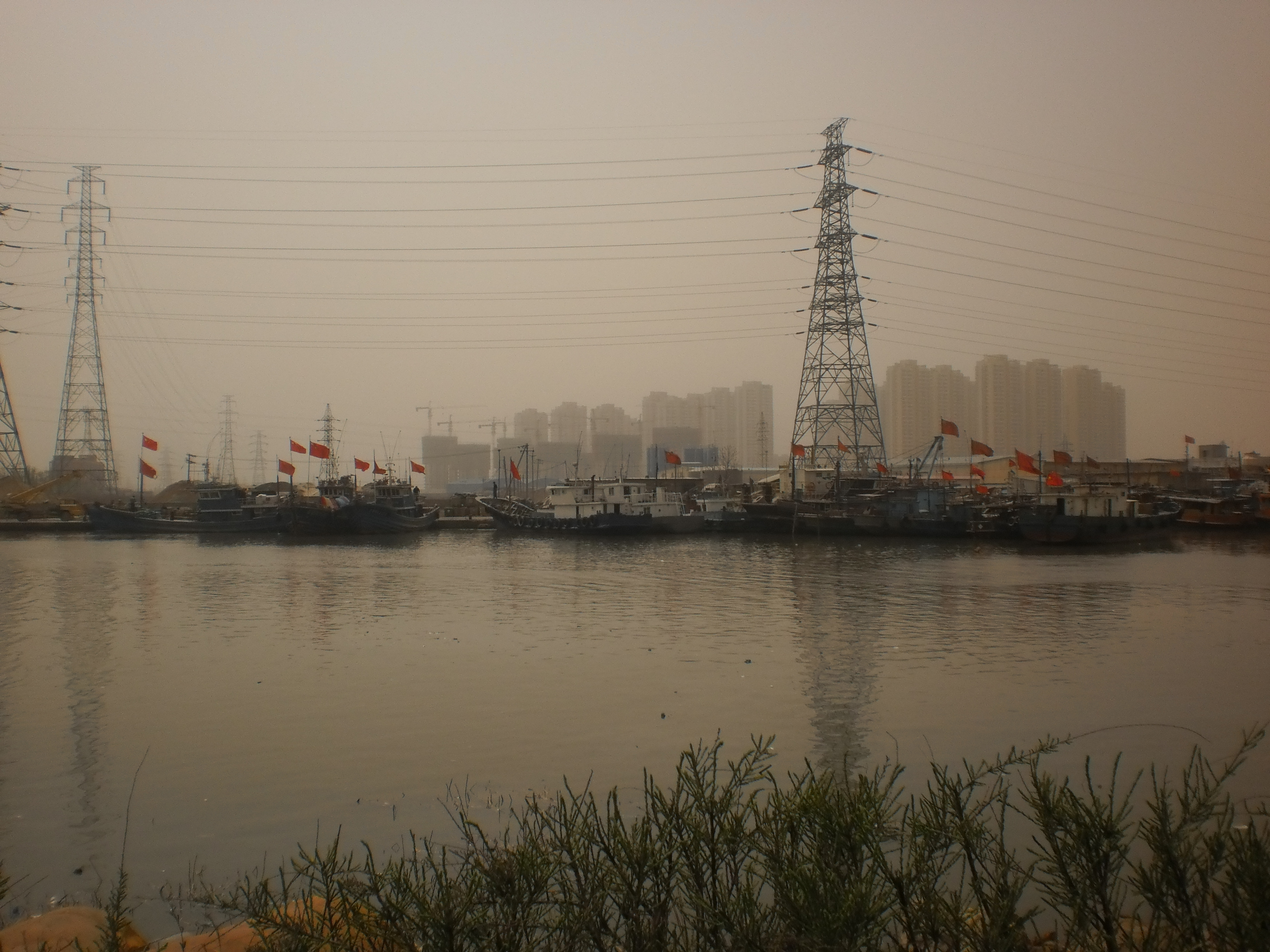
東莞碼頭

东莞港是一类海港口岸，包括虎门港澳客运码头，有航班至香港國際機場海天客運碼頭。

## 教育
东莞市于1989年普及九年义务教育，1995年普及高中阶段教育。东莞市目前有各级各类学校1521所（含幼儿园），在校生139.1万名，教职工9.96万名。

### 高等院校
- 东莞理工学院是东莞市政府于1991年创立的一所理工科全日制普通高等学校，在莞城及松山湖设有校区。
- 广东医科大学（东莞校区）于2002年在东莞市松山湖落成。
- 广东科技学院（南城校区）于2003年在东莞市南城街道落成；广东科技学院（松山湖校区）于2019年在东莞松山湖落成。
- 东莞城市学院于2004年以獨立學院的形式在东莞市莞城街道落成的东莞理工学院（莞城校区）開始辦學；东莞理工学院城市学院（寮步校区）于2012年在东莞市寮步镇落成，东莞理工学院城市学院同时迁出莞城校区；于2021年正式更名為東莞城市學院。
- 广州新华学院（东莞校区）于2011年在东莞市麻涌镇落成；原名中山大学新华学院，于2021年正式更名為广州新华学院。
- 东莞职业技术学院于2009年在东莞市松山湖落成。
- 廣東亞視演藝專修學院于2000年在东莞市塘厦镇落成；于2002年正式更名為广东亚视演艺职业学院。
- 广东创新科技职业学院于2011年在东莞市厚街镇落成。
- 广东酒店管理职业技术学院于2016年在东莞市厚街镇落成。
- 香港城市大学（东莞）于2024年在东莞市松山湖落成。

### 基础教育与中等教育
- 公办普通高中A级学校：有“八大校”之称的东莞中学、东莞实验中学、东莞市第一中学、东莞高级中学、东莞中学松山湖学校、东莞外国语学校、东莞市第六高级中学、东莞松山湖未来学校。[37]
- 公办普通高中B级学校：东莞市万江中学、东莞市石龙中学、东莞市常平中学
- 公办普通高中C级学校：东莞市第二高级中学、东莞市第四高级中学、东莞市第五高级中学、东莞市第七高级中学、东莞市第八高级中学、东莞市第十高级中学、东莞市厚街中学、长安中学、塘厦中学、麻涌中学、济川中学、大岭山中学、大朗中学、虎门中学。
- 民办普通高中：东华高级中学、东莞市光明中学、虎门外语学校、东莞市翰林实验学校、东莞市新世纪英才学校、东莞市东方明珠学校、东莞市光正实验学校、东莞市南开实验学校、北师大东莞石竹附属学校、塘厦水霖学校、东莞市粤华学校、东莞市松山湖莞美学校等。

## 名胜古迹和特产
东莞历史悠久，虽地处改革开放的前沿，但保留至今的古迹仍为数不少，以一县之地，仅全国重点文物保护单位就有七项，为中国南方所罕见。七项“国保”涵盖古遗址、古建筑、石刻、近现代重要史迹及代表性建筑多个类别，分别为林则徐销烟池与虎门炮台旧址、东莞可园、却金亭碑、南社村和塘尾村古建筑群、大岭山抗日根据地旧址、蚝岗贝丘遗址、广九铁路石龙南桥。
城区是东莞的文化中心，古迹最多。东莞可园为清代广东四大名园之一，乃莞城官宦张敬修建于清道光三十年（1850年），是岭南园林的杰出代表。却金亭碑立于明朝嘉靖二十一年（1542年），记载了时任番禺令的李恺受命前往东莞处理暹罗商船来华事宜之后，拒收酬金的事迹，具有重要的历史文献价值。迎恩门是东莞城墙仅剩的遗存。金鳌洲塔建于明代，与可园一江之隔。
位于城区东北的石龙镇是中国历史文化名镇，曾是广东四大名镇之一，现存广九铁路石龙南桥、石龙公园等近代史迹。
城区西南的虎门镇因虎门销烟而闻名于世，现存林则徐销烟池与虎门炮台旧址等近代史迹。
茶山镇的南社村和石排镇的塘尾村虽分属两镇，但相距不过数里，保存完好的明清建筑群具有鲜明的广府特色，是不可多得的岭南古村落，两者先后被列为中国历史文化名村，并被联合列为全国重点文物保护单位。
東莞市盛產沉香木，燃燒時香氣怡人，其提煉成的香料更外銷海外，名揚四方。過去莞香出口經水路運往珠江口一海港，這便是香港一名的由來。市內還有大岭山莞香非物质文化遗产保护园，園內種有莞香樹6萬多株，其中樹齡過百年的有1百多株，過千年的2株。東莞莞香年产量超过1吨，成为中国沉香产量最大的地区。未來將從莞香文化产业相关方面发展。东莞市植物园内特设莞香园，已成功育苗4000多株，专家们并对莞香进行专题研究。
- 东莞可园
- 虎门威远炮台
- 南社村
- 广九铁路石龙南桥
- 金鳌洲塔
- 迎恩门

## 语言
东莞境内本土语言有粵語和客家話。
粤语使用的面积、人口占全市的大部分，而客家話主要通行在东南部与惠州市、深圳市相邻的地区的小部分，樟木头镇为市内唯一纯客家语镇。粤语人口在东莞数目庞大和分布在各个乡镇。
東莞本土粵语与广州话有一定差別，在语言学上将其划入“莞宝片”，即东莞、宝安一带的粤语方言。不过，由於地理靠近广州市，标准粤语也在市内通行。
客家话则分布在东莞东部临深片区，其中樟木头镇是全市唯一的纯客语镇，清溪镇和凤岗镇大部分则通行客家话。
此外，东莞外来流动人口多，农民工众多；因此在东莞，普通话也是最通行的语言。

## 体育
东莞是全国篮球城市，現東莞市拥有1支籃球队。

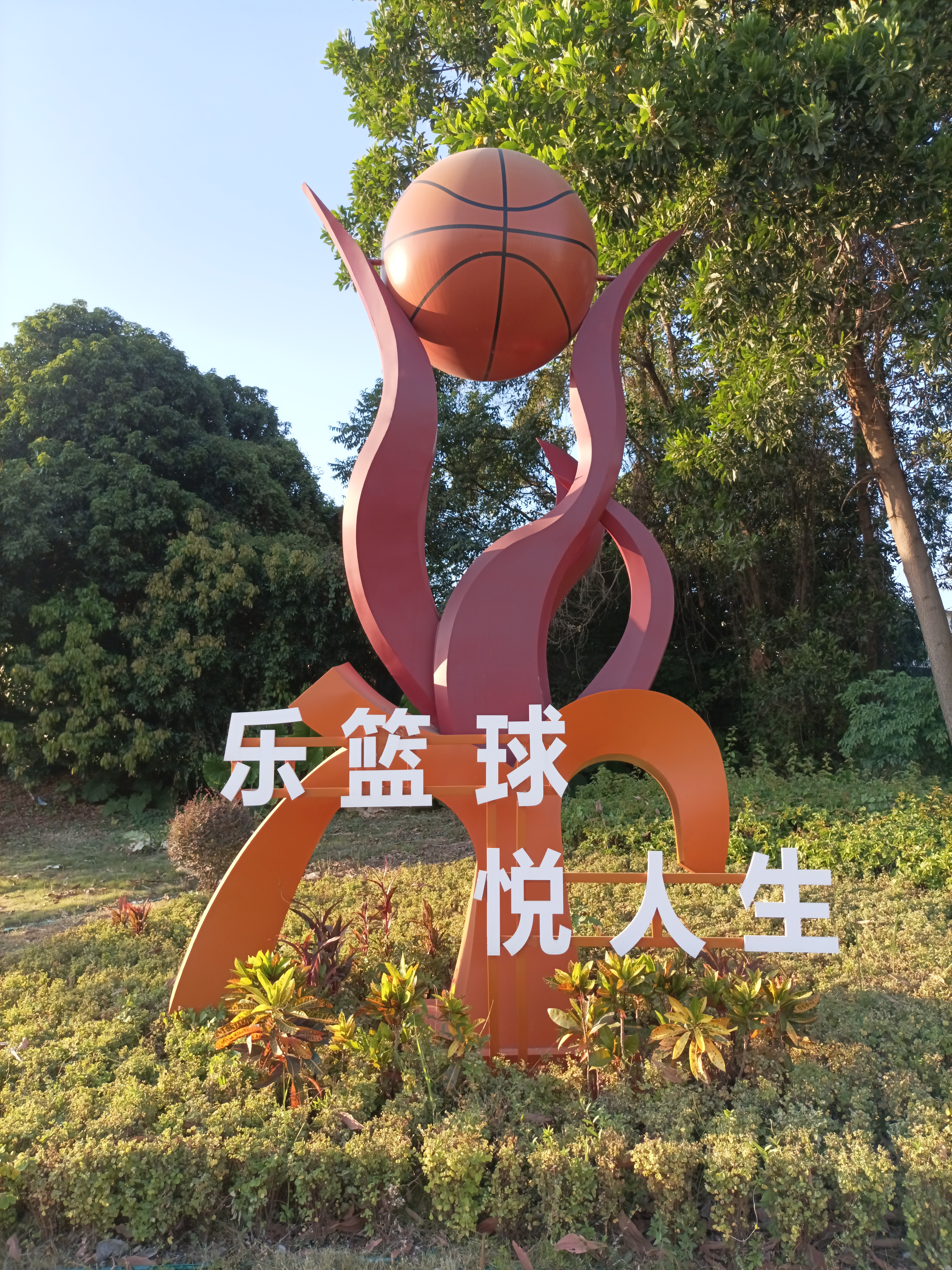
篮球街頭藝術

- 广东华南虎篮球队：中国篮球职业联赛的一支球队，被称为“华南虎”，曾在中国篮球职业联赛中多次夺冠，包括一次三连冠和一次四连冠。

东莞分别在2017年、2019年举办过两届亚洲马拉松锦标赛暨东莞马拉松，简称“莞马”。

## 城市荣誉
2004年
- 最佳中国魅力城市
- 中国最具活力城市

2017年7月，中国海关总署主办的《中国海关》杂志公布了2016年“中国外贸百强城市”排名，东莞以总分78.1分超越苏州，首次排名第三。

## 媒体
- 東莞广播電視台（主要报道新闻、电视剧）[42]
  - 第1頻道（新闻综合）
  - 第2頻道（生活资讯频道）
  - FM100.8（综合广播）
  - FM107.5（交通广播）
  - FM104.0（音乐广播）
- 东莞阳光网：东莞本土网络媒体与信息交流平台，东莞对外宣传的一个重要窗口，东莞四大媒体之一。[43]
- 东莞日报：中共东莞市委机关报，现由东莞报业传媒集团管理。[44]
- 东莞时报 （页面存档备份，存于）：东莞报业传媒集团主办，东莞日报社主管。[45]
- 东莞时间网 （页面存档备份，存于）：经广东省新闻办公室批准、由东莞日报社主办的网络媒体，为《东莞日报》的子媒体之一。[46]

## 友好城市
- 美国哈特福德
- 巴拿马巴拿马城
- 香港
- 希腊萨洛尼卡（2008年10月24日起[47]）

## 註解
1. ↑  参考自《东莞市第七次全国人口普查公报（第六号）》
2. ↑  另外三个為广东省中山市、甘肃省嘉峪关市、海南省儋州市。